# Pierrevert
 Pierrevert  (en occitano Peiravèrd) es una población y comuna francesa, situada en la región de Provenza-Alpes-Costa Azul, departamento de Alpes de Alta Provenza, en el distrito de Forcalquier y cantón de Manosque-Sud-Ouest.

## Demografía
| 518 | 1,028 | 1,772 | 2,560 | 2,914 | 3,280 |
| Para los censos de 1962 a 1999 la población legal corresponde a la población sin duplicidades (Fuente: INSEE [Consultar]) |       |       |       |       |       |